# Thermopolis (Wyoming)
Thermopolis er en amerikansk by og administrativt centrum i det amerikanske county Hot Springs County, i staten Wyoming. I 2000 havde byen et indbyggertal på 3.172.

## Ekstern henvisning
- Thermopolis hjemmeside (engelsk)

43°38′44″N 108°12′53″V / 43.6456°N 108.2147°V